# اس‌ام یوسی-۱۳
اس‌ام یوسی-۱۳ (به انگلیسی: SM UC-13) یک زیردریایی بود که طول آن ۳۳٫۹۹ متر (۱۱۱ فوت ۶٫۱۹ اینچ) بود. این زیردریایی در سال ۱۹۱۵ ساخته شد.